# Annales Botanici Societatis Zoologicae-Botanicae Fennicae "Vanamo"
Annales Botanici Societatis Zoologicae-Botanicae Fennicae "Vanamo" (abreviado Ann. Bot. Soc. Zool.-Bot. Fenn. "Vanamo") fue una revista con ilustraciones y descripciones botánicas que fue publicada en Helsinki desde 1931 hasta 1965, publicándose 35 números.